# 馬遵
馬遵（？年—？年），三國時期曹魏天水太守。

## 事績
公元228年（魏太和二年，蜀建興六年），諸葛亮出兵祁山，中郎姜維及功曹梁緒、主簿尹賞、主記梁虔等正與馬遵同行，馬遵聞諸縣響應，逕自棄郡跟隨郭淮東至上邽，同時他疑懼姜维等人通敌，不让后到的姜维等人入城，迫使姜维等人投靠了诸葛亮，事後馬遵受到重罰。

## 三国演义
在历史小说《三国演义》中，馬遵於諸葛亮北伐時，依姜維的作戰擊退蜀軍。但諸葛亮以假扮的姜維佯裝背叛的模樣，使馬遵對真的姜維心生疑慮而導致其降服於蜀。之後遭到蜀軍的進攻，與夏侯楙一同逃往羌。